# Manon Miclette
Manon Miclette est une actrice québécoise.
Elle est diplômée de l’École nationale de théâtre du Canada en 1993. En 1994, elle joue dans la pièce Il n'y a plus rien de Robert Gravel.
Elle fait ses débuts au cinéma en 1995 avec un petit rôle dans la comédie dramatique Le Sphinx. En 1996, son interprétation dans le film J'aime, J'aime pas de Sylvie Groulx lui vaut une nomination au prix Génie de la meilleure actrice de soutien. La même année, elle tient un rôle relativement important dans la série policière Jasmine. On a également pu la voir, entre autres, dans la télé-série à succès Omertà II en 1997, dans Ma vie en cinémascope en 2004 et dans La Donation en 2009.

## Filmographie
- 1995 : Le Sphinx : Josiane
- 1996 : J'aime, j'aime pas : Jacqueline
- 1998 : C't'à ton tour, Laura Cadieux : Raymonde Brouillette
- 2004 : Ma vie en cinémascope : Patiente St-Michel
- 2009 : La Donation : Manon

## Télévision
- 1993 : Les grands procès : Spectatrice
- 1994-1996 : Avec un grand A (épisode L'Étrangleuse) : Carole / Sandra
- 1996 : Jasmine : Aline
- 1997 : Omertà II : Ginette
- 2002 : Catherine : France
- 2002 : Lance et compte - Nouvelle génération : Policier #1